# Saint-Florent-sur-Auzonnet
Saint-Florent-sur-Auzonnet é uma comuna francesa na região administrativa de Occitânia, no departamento de Gard. Estende-se por uma área de 9,31 km². Em 2010 a comuna tinha 1 187 habitantes (densidade: 127,5 hab./km²).